# Paduniella borneensis
Paduniella borneensis är en nattsländeart som beskrevs av Banks 1931. Paduniella borneensis ingår i släktet Paduniella och familjen tunnelnattsländor. Inga underarter finns listade i Catalogue of Life.